# Кохановский сельский совет (Токмакский район)
Кохановский сельский совет (укр. Коханівська сільська рада) — входит в состав
Токмакского района
Запорожской области
Украины.
Административный центр сельского совета находится в 
с. Коханое.

## Населённые пункты совета
- с. Коханое
- с. Вишнёвое
- с. Новолюбимовка